# Tampojung Guwa
Tampojung Guwa is een bestuurslaag in het regentschap Pamekasan van de provincie Oost-Java, Indonesië. Tampojung Guwa telt 1223 inwoners (volkstelling 2010).